# Gonomyia nebulosa
Gonomyia nebulosa är en tvåvingeart som först beskrevs av De Meijere 1911.  Gonomyia nebulosa ingår i släktet Gonomyia och familjen småharkrankar. Inga underarter finns listade i Catalogue of Life.